# Distrikt Aucara
Der Distrikt Aucara liegt in der Provinz Lucanas in der Region Ayacucho in Südzentral-Peru. Der Distrikt entstand in den Gründungsjahren der Republik Peru. Er besitzt eine Fläche von 872 km². Beim Zensus 2017 wurden 2963 Einwohner gezählt. Im Jahr 1993 lag die Einwohnerzahl bei 2569, im Jahr 2007 bei 4400. Sitz der Distriktverwaltung ist die 3220 m hoch gelegene Ortschaft Aucara mit 1038 Einwohnern (Stand 2017). Aucara liegt knapp 50 km nordnordöstlich der Provinzhauptstadt Puquio.

## Geographische Lage
Der Distrikt Aucara liegt im Andenhochland im zentralen Norden der Provinz Lucanas. Die Längsausdehnung in WNW-OSO-Richtung beträgt 57 km, die maximale Breite liegt bei 30 km. Der Río Sondondo (auch Río Lucanas) entwässert das Areal nach Nordosten.
Der Distrikt Aucara grenzt im Süden an die Distrikte Cabana, Lucanas und San Pedro de Palco, im Nordwesten an die Distrikte Sancos und Sacsamarca (beide in der Provinz Huanca Sancos) sowie im Nordosten an die Distrikte Canaria und Apongo (beide in der Provinz Víctor Fajardo) sowie im Osten an den Distrikt Santa Ana de Huaycahuacho.

## Ortschaften
Neben dem Hauptort gibt es folgende größere Ortschaften im Distrikt:
- Chacralla
- Ishua (222 Einwohner)
- Mayo Luren (460 Einwohner)
- Pampamarca (260 Einwohner)
- San José de Amaycca
- San Salvador de Taccya
- Santa Ana (251 Einwohner)
- Santa Cruz de Accenana
- Santa Cruz de Orccosa
- Santa Cruz de Umalla
- Santa Isabel de Chapa
- Sol de los Andes